# Malí en los Juegos Olímpicos de Atenas 2004
Malí estuvo representado en los Juegos Olímpicos de Atenas 2004 por un total de 21 deportistas, 19 hombres y 2 mujeres, que compitieron en 4 deportes.
La portadora de la bandera en la ceremonia de apertura fue la atleta Kadiatou Camara. El equipo olímpico maliense no obtuvo ninguna medalla en estos Juegos.